# Jorge Escobedo y Alarcón
Jorge Escobedo y Alarcón (1743-1805) fue un visitador general, oidor, escritor y administrador político y militar, nacido en Jaén, España.

## Biografía

### Estudios
Jorge era hijo de los condes de Cazalla del Río, y entró en el colegio mayor de Cuenca, en 15 de diciembre de 1762, donde hizo avances en el estudio de la jurisprudencia civil y canónica, y en el de la historia y bellas artes, y alcanzó el asentimiento en diversas funciones literarias en la universidad de Salamanca, con motivo de su oposición a la cátedra de filosofía moral y en el acto público de 9 de abril de 1769, donde defendió el derecho natural y el derecho de gentes.

### Empleos
En 1776 le confirió Carlos III de España plaza de oidor en la Audiencia de Charcas, y sirvió el gobierno político y militar del Potosí, y las superintendencias de su Casa de Moneda, bancos, minas y cajas reales, e hizo arreglos en estos ramos, estableció la labor del oro, e integró en 1779 el banco de rescates a la Corona, que se hallaba este en total estado de nulidad, mas prosperó de manera relevante dando cuantiosos ganancias al fisco, y suministrando a los mineros de numerario, azogues y útiles.
Bajo el mando de Jorge Potosí se protegió de la revolución de 1780, asilo de los vecinos de otras provincias y en ella hizo disciplinar tropas, fundir artillería y tomó algunas más providencias, y el rey de España en 1782 le nombró visitador general de los tribunales de justicia y real hacienda de los virreinatos de Lima y Buenos Aires, intendente de ejército, y superintendente delegado de la Real Hacienda del Perú con honores y antigüedad del Supremo Consejo de Indias.
Jorge, de los años de 1785 a 1787 fue gobernador político e intendente de la provincia de Lima, y como tal presidía el cabildo, y creó y fue presidente de la junta superior de hacienda en el mismo periodo, y en estos cargos hizo muchas enmiendas y colaboró a la pacificación del Perú, y a la restitución del orden y recaudación de hacienda.
Jorge en 1784 menguo muchos destinos innecesarios y gravosos que proveía el cabildo de Lima, y solo dejó en pie los absolutamente indispensables, y expidió un reglamento para el cabildo, 1786, y otro de arreglo para el gremio de pulperos y panaderos, 1787, y otro que estipulaba el ceremonial y gastos que deberían hacerse en el recibimiento de los virreyes, 1788.

### Regreso a España
Jorge, finalizó la visita general en el año 1788, y tornó a España por el mes de febrero, en la fragata "Concordia", y solicitó que se le ajustasen los haberes a que se creyó con derecho por sus diversos destinos, y las seis mesadas que estaban concertadas de extraordinario

## Obras
- Discurso sobre el trabajo de minas, beneficio de metales, y medios de fomentarlo
- Instrucción de revisitas o matrículas, para aprobación de estas y cobranza de tributos
- Discurso sobre los antiguos repartimientos de los corregidores y arbitrios para socorrer a los indios
- Reglamento de policía para Lima
- Reflexiones políticas sobre el gobierno y comercio del Perú, origen de sus turbaciones y atrasos y medios de remediarlos